# Green Africa Airways
 (mai 2021).
La mise en forme du texte ne suit pas les recommandations de Wikipédia : il faut le « wikifier ».
Les points d'amélioration suivants sont les cas les plus fréquents. Le détail des points à revoir est peut-être précisé sur la page de discussion.
- Les titres sont pré-formatés par le logiciel. Ils ne sont ni en capitales, ni en gras.
- Le texte ne doit pas être écrit en capitales (les noms de famille non plus), ni en gras, ni en italique, ni en « petit »…
- Le gras n'est utilisé que pour surligner le titre de l'article dans l'introduction, une seule fois.
- L'italique est rarement utilisé : mots en langue étrangère, titres d'œuvres, noms de bateaux, etc.
- Les citations ne sont pas en italique mais en corps de texte normal. Elles sont entourées par des guillemets français : « et ».
- Les listes à puces sont à éviter, des paragraphes rédigés étant largement préférés. Les tableaux sont à réserver à la présentation de données structurées (résultats, etc.).
- Les appels de note de bas de page (petits chiffres en exposant, introduits par l'outil «  Source ») sont à placer entre la fin de phrase et le point final[comme ça].
- Les liens internes (vers d'autres articles de Wikipédia) sont à choisir avec parcimonie. Créez des liens vers des articles approfondissant le sujet. Les termes génériques sans rapport avec le sujet sont à éviter, ainsi que les répétitions de liens vers un même terme.
- Les liens externes sont à placer uniquement dans une section « Liens externes », à la fin de l'article. Ces liens sont à choisir avec parcimonie suivant les règles définies. Si un lien sert de source à l'article, son insertion dans le texte est à faire par les notes de bas de page.
- La présentation des références doit suivre les conventions bibliographiques. Il est recommandé d'utiliser les modèles {{Ouvrage}}, {{Chapitre}}, {{Article}}, {{Lien web}} et/ou {{Bibliographie}}. Le mode d'édition visuel peut mettre en forme automatiquement les références.
- Insérer une infobox (cadre d'informations à droite) n'est pas obligatoire pour parachever la mise en page.

Pour une aide détaillée, merci de consulter Aide:Wikification.
Si vous pensez que ces points ont été résolus, vous pouvez retirer ce bandeau et améliorer la mise en forme d'un autre article.
Welcome to the future
Green Africa Airways Ltd est une compagnie aérienne nigériane, basée à Lagos, au Nigeria qui a été fondée en 2015, dont le début des vols est prévu courant 2021.

## Histoire
Green Africa Airways a été fondée le 15 juin 2015 par Babawande Afolabi, qui occupe le poste de directeur général. Il s'agissait d'un nouveau transporteur à bas prix ciblant le marché nigérian du transport aérien. Les opérations devaient initialement commencer en 2019, mais ont depuis été retardées. À la mi-2018, la compagnie aérienne a reçu les licences d'exploitation nécessaires de l'Autorité nigériane de l'aviation civile[réf. nécessaire]. Le conseil d'administration de Green Africa est composé de vétérans de l'industrie, dont Tom Horton, ancien président-directeur général d'American Airlines ; William Shaw, actuel PDG d'Interjet ; Virasb Vahidi, ancien CCO d'American Airlines ; Wale Adeosun, fondateur et PDG de Kuramo Capital ; et Gbenga Oyebode, fondateur et président d'Aluko & Oyebode.
Fin 2018, Green Africa a annoncé une lettre d'intention pour 50 Boeing 737 MAX 8, avec une option pour 50 autres avions. C'était la plus grande intention de commande que Boeing ait jamais reçue d'une compagnie aérienne africaine. La commande était évaluée à 11,7 milliards de dollars, selon les prix catalogue. Cependant, cette lettre d'intention a été retirée en février 2020[réf. nécessaire], et la compagnie aérienne a plutôt choisi de signer un protocole d'accord pour 50 Airbus A220-300, qui - si confirmée - serait également la plus grosse commande qu'Airbus ait jamais reçue d'un transporteur africain. Les livraisons devraient débuter en 2021.[réf. nécessaire]
Afin de combler le fossé jusqu'à la première livraison, Green Africa a accepté de louer trois A220-300 à GTLK Europe, afin que les opérations commencent en 2020, mais ces avions loués n'ont pas non plus été livrés. 
En février 2021, la compagnie aérienne n'avait encore commencé aucune opération.

## Destinations
Green Africa Airways a l'intention de desservir initialement le marché intérieur nigérian avec des plans pour étendre davantage le service sur le continent africain.

## Flotte
En Juillet 2021, la flotte de Green Africa Airways est composé de :